# هاريسون بورتون
هاريسون بورتون (بالإنجليزية: Harrison Burton)‏ هو سائق سباق أمريكي، ولد في 9 أكتوبر 2000 في هانترسفيل في الولايات المتحدة.

## وصلات خارجية
- هاريسون بورتون على موقع Racing-Reference.info (الإنجليزية)
- هاريسون بورتون على موقع DriverDB.com (الإنجليزية)